# Losaria rhodifer
Losaria rhodifer är en fjärilsart som först beskrevs av Butler 1876.  Losaria rhodifer ingår i släktet Losaria och familjen riddarfjärilar. Inga underarter finns listade i Catalogue of Life.